# 建筑师维克多·奥塔的主要城市住宅
建筑师维克多·奥塔的主要城市住宅（英語：Major town houses of the architect Victor Horta）是比利時布魯塞爾市的四棟城市住宅，自2000年起被聯合國教科文組織列為世界遺產。這四座房屋均由比利時建築師維克多·奧塔設計和建造，他在1890年代中期率先採用了新藝術風格。这四座建筑分别是塔塞尔公馆（Hôtel Tassel）、索尔维公馆（Hôtel Solvay）、范艾特菲尔德公馆（Hôtel van Eetvelde）以及奥塔住宅与工作室（Maison & Atelier Horta）。